# Julian Schneider (Ruderer)
Julian Schneider (* 30. Dezember 1996) ist ein deutscher Ruderer.

## Karriere
Schneider gewann im Leichtgewichts-Doppelvierer die Silbermedaille bei den U23-Weltmeisterschaften 2016. 2017 belegte er zusammen mit Jonathan Schreiber den sechsten Platz im Leichtgewichts-Doppelzweier bei den U23-Weltmeisterschaften. Bei den U23-Weltmeisterschaften 2018 konnte er mit Schneider in der gleichen Bootsklasse die Bronzemedaille gewinnen. 2019 belegte er den sechsten Platz im Leichtgewichts-Doppelvierer bei den Europameisterschaften.
Bei den Europameisterschaften 2020 gewann er die Silbermedaille im Leichtgewichts-Doppelvierer mit Eric Magnus Paul, Jonathan Schreiber und Joachim Agne.

## Internationale Erfolge
- 2016: Silbermedaille U23-Weltmeisterschaften im Leichtgewichts-Doppelvierer
- 2017: 6. Platz U23-Weltmeisterschaften im Leichtgewichts-Doppelzweier
- 2018: Bronzemedaille U23-Weltmeisterschaften im Leichtgewichts-Doppelzweier
- 2019: 6. Platz Europameisterschaften im Leichtgewichts-Doppelzweier
- 2020: Silbermedaille Europameisterschaften im Leichtgewichts-Doppelvierer